# Église Santissimo Redentore a Val Melaina
 (mai 2025).
L'église Santissimo Redentore a Val Melaina (en français : Sanctissime-Rédempteur-à-Val-Melaina) est une église romaine du quartier Monte Sacro sur la via del Gran Paradiso dans la zone de Val Melaina, située au nord de Rome et qui lui donne son nom. Elle est dédiée au Christ Rédempteur.

## Historique
La paroisse est instituée par le cardinal Francesco Marchetti Selvaggiani le 1er février 1937 par le décret Redemptoris mundi et est allouée aux missionnaires de Saint-Charles (dits les Scalabriniens) dans les années 1950. L'édifice actuel est construit dans les années 1970 sur les plans des architectes Ennio Canino et Viviana Rizzi et est inauguré le 6 mars 1977 lors de sa dédication au Christ Rédempteur.
Elle est le siège du titre cardinalice Santissimo Redentore a Val Melaina institué en 1994 par le pape Jean-Paul II, qui y fit une visite pastorale le 5 décembre 1982.

## Architecture et ornements
L'église, entièrement construite en béron armé, est composée de trois corps, constituant trois nefs, avec deux chapelles latérales dédiées à l'« adoration du saint-Sacrement » et à « la réconciliation et la confession ».